# Sc Heerenveen in het seizoen 2019/20 (vrouwen)
Het seizoen 2019/2020 was het 13e jaar in het bestaan van de Heerenveense vrouwenvoetbalclub sc Heerenveen. De club kwam uit in de Eredivisie, deze werd door de coronacrisis echter niet uitgespeeld. Door deze maatregel is de club op de vierde plaats geëindigd. Naast de deelname aan de Eredivisie zou er ook worden deelgenomen aan het toernooi om de KNVB beker. Ook het bekertoernooi werd niet afgemaakt. De eerste editie van de Eredivisie Cup werd wel uitgespeeld, de club eindigde op de 6e plaats.

## Wedstrijdstatistieken

### Eredivisie
|       | ADO Den Haag | Ajax  | Alkmaar | Excelsior/Barendrecht | PEC Zwolle | PSV   | FC Twente |
| ----- | ------------ | ----- | ------- | --------------------- | ---------- | ----- | --------- |
| Thuis | –            | 0 – 1 | 3 – 1   | 2 – 0                 | 1 – 0      | 1 – 4 | 1 – 3     |
| Uit   | 1 – 2        | 0 – 0 | 3 – 2   | 0 – 2                 | 3 – 3      | 1 – 1 | –         |

### KNVB beker
| Achtste finale                            | Oranje Nassau Groningen | 0 – 8   | sc Heerenveen |
| Plaats: Groningen Sportpark Coendersborg  |                         |         | 10', 52', 56' Tiny Hoekstra 33', 51' Williënne ter Beek 35' Zoï van de Ven 50' Quinty Sabajo 70' Elise Meijerink |
| Kwartfinale                               | sc Heerenveen           | – ( – ) | FC Twente |
| Plaats: Heerenveen Sportpark Skoatterwâld |                         |         | |

### Eredivisie Cup
| Eerste ronde                              | sc Heerenveen                          | 0 – 2 (0 – 1) | Ajax                                                 |
| Plaats: Heerenveen Sportpark Skoatterwâld |                                        |               | 11' Marjolijn van den Bighelaar 64' Vanity Lewerissa |
| Eerste ronde                              | Ajax                                   | 1 – 1 (1 – 0) | sc Heerenveen                                        |
| Plaats: Amsterdam Sportpark De Toekomst   | Lucie Voňková 14'                      |               | 69' (pen.) Tiny Hoekstra                             |
| Tweede ronde                              | VV Alkmaar                             | 2 – 3 (0 – 3) | sc Heerenveen                                        |
| Plaats: Alkmaar Sportpark Robonsbosweg    | Rachel van Netten 72' Chimera Ripa 86' |               | 7', 42' Celien Guns 24' Williënne ter Beek           |
| Tweede ronde                              | sc Heerenveen                          | 2 – 0 (0 – 0) | VV Alkmaar                                           |
| Plaats: Heerenveen Sportpark Skoatterwâld | Celien Guns 53' Quinty Sabajo 68'      |               |                                                      |
| Derde ronde                               | VV Alkmaar                             | – ( – )       | sc Heerenveen                                        |
| Plaats: Alkmaar Sportpark Robonsbosweg    |                                        |               |                                                      |
| Derde ronde                               | sc Heerenveen                          | – ( – )       | VV Alkmaar                                           |
| Plaats: Heerenveen Sportpark Skoatterwâld |                                        |               |                                                      |

## Statistieken sc Heerenveen 2019/2020

### Eindstand sc Heerenveen in de Nederlandse Eredivisie Vrouwen 2019 / 2020
| Stand | Gespeeld | Gewonnen | Gelijk | Verloren | Punten | Doelpunten voor | Doelpunten tegen | Gele kaarten | Rode kaarten |
| ----- | -------- | -------- | ------ | -------- | ------ | --------------- | ---------------- | ------------ | ------------ |
| 4e    | 12       | 5        | 3      | 4        | 18     | 18              | 17               | 15           | 0            |

### Topscorers
| #      | Naam               | Goal |
| ------ | ------------------ | ---- |
| 1.     | Tiny Hoekstra      | 4    |
| 2.     | Suzanne Admiraal   | 3    |
| 2.     | Laura Strik        | 3    |
| 4.     | Williënne ter Beek | 2    |
| 4.     | Quinty Sabajo      | 2    |
| 4.     | Zoï van de Ven     | 2    |
| 7.     | Melanie Bross      | 1    |
| 7.     | Kirsten Casparij   | 1    |
| Totaal | Totaal             | 18   |

| #      | Naam               | Goal |
| ------ | ------------------ | ---- |
| 1.     | Tiny Hoekstra      | 3    |
| 2.     | Williënne ter Beek | 2    |
| 3.     | Elise Meijerink    | 1    |
| 3.     | Quinty Sabajo      | 1    |
| 3.     | Zoï van de Ven     | 1    |
| Totaal | Totaal             | 8    |

| #      | Naam               | Goal |
| ------ | ------------------ | ---- |
| 1.     | Celien Guns        | 3    |
| 1.     | Zoï van de Ven     | 3    |
| 3.     | Tiny Hoekstra      | 2    |
| 4.     | Williënne ter Beek | 1    |
| 4.     | Quinty Sabajo      | 1    |
| 4.     | Noah Waterham      | 1    |
| Totaal | Totaal             | 11   |

### Kaarten
| #      | Naam               | Kreeg geel |
| ------ | ------------------ | ---------- |
| 1.     | Tiny Hoekstra      | 3          |
| 2.     | Kirsten Casparij   | 2          |
| 2.     | Laura Strik        | 2          |
| 2.     | Roos van der Veen  | 2          |
| 5.     | Jill Baijings      | 1          |
| 5.     | Williënne ter Beek | 1          |
| 5.     | Melanie Bross      | 1          |
| 5.     | Danique van Ginkel | 1          |
| 5.     | Celien Guns        | 1          |
| 5.     | Quinty Sabajo      | 1          |
| Totaal | Totaal             | 15         |

| #      | Naam           | Kreeg voor de tweede keer geel en dus rood |
| ------ | -------------- | ------------------------------------------ |
| –      | Geen speelster | –                                          |
| Totaal | Totaal         | 0                                          |

| #      | Naam           | Weggestuurd |
| ------ | -------------- | ----------- |
| –      | Geen speelster | –           |
| Totaal | Totaal         | 0           |

## Voetnoten
ADO Den Haag · 
Ajax · 
VV Alkmaar · 
Excelsior/Barendrecht · 
sc Heerenveen · 
PEC Zwolle · 
PSV · 
FC Twente